# Военная форма РККА (1936—1945)
Военная форма РККА — предметы форменной одежды военнослужащих Рабоче-Крестьянской Красной Армии (РККА) в период 1936—1945 годов.

## 1935—1941 годы
Постановлениями ЦИК СССР № 19 и СНК СССР № 2135 от 22 сентября 1935 года были установлены персональные воинские звания для рядового, командного и начальствующего составов Сухопутных, Военно-воздушных и Военно-морских сил РККА. Постановлениями СНК СССР № 2590 и № 2591 от 2 декабря 1935 года было введены новое обмундирование и знаки различия для Сухопутных и Военно-воздушных сил РККА, и знаки различия Военно-морских сил РККА, соответственно.
Для командного состава Сухопутных и Военно-воздушных сил были установлены персональные воинские звания: лейтенант, старший лейтенант, капитан, майор, полковник, комбриг, комдив, комкор, командарм 2-го и 1-го ранга.
Для военнослужащих начальствующего состава (политические и юридические работники, технические и медицинские специалисты, интенданты и т. п.), в зависимости от рода служебной деятельности, были установлены специальные воинские звания:
- для военно-политического состава всех родов войск: политрук, старший политрук, батальонный комиссар, полковой комиссар, бригадный комиссар, дивизионный комиссар, корпусный комиссар, армейский комиссар 2-го и 1-го ранга;
- для военно-технического состава всех родов войск: воентехник 2-го и 1-го ранга, военинженер 3-го, 2-го и 1-го ранга, бригинженер, дивинженер, коринженер, арминженер;
- для военно-хозяйственного и административного состава всех родов войск: техник-интендант 2-го и 1-го ранга, интендант 3-го, 2-го и 1-го ранга, бригинтендант, дивинтендант, коринтендант, арминтендант;
- для военно-медицинского состава всех родов войск: военфельдшер, старший военфельдшер, военврач 3-го, 2-го и 1-го ранга, бригврач, дивврач, корврач, армврач;
- для военно-ветеринарного состава всех родов войск: военветфельдшер, старший военветфельдшер, военветврач 3-го, 2-го и 1-го ранга, бригветврач, дивветврач, корветврач, армветврач;
- для военно-юридического состава всех родов войск: младший военный юрист, военный юрист, военный юрист 3-го, 2-го и 1-го ранга, бригвоенюрист, диввоенюрист, корвоенюрист, армвоенюрист.

Этим же постановлением было введено звание Маршала Советского Союза.
В 1937 году воинские звания командного, военно-политического и военно-технического составов были дополнены званиями «младший лейтенант», «младший политрук» и «младший воентехник» соответственно.

### Сухопутные и Военно-воздушные силы РККА
С целью популяризации и привлечения большего количества желающих служить в Автобронетанковых войсках (АБТ войсках) и Военно-воздушных силах (ВВС) РККА, для них были приняты собственные цвета униформы — стальной и тёмно-синий соответственно.
Для командного и начальствующего составов (от среднего до высшего включительно) всех родов войск, кроме ВВС, были введены для летнего периода суконная фуражка цвета хаки (для Автобронетанковых войск — стального цвета) с околышем и кантами приборного сукна цветом по роду войск, и пилотка с окантовкой того же цвета. Спереди на пилотку ком- и начсостава дополнительно нашивалась звезда из сукна одного цвета с кантами, на которую накладывалась красная эмалевая красноармейская звёздочка. Края пришивной тканевой звезды выступали за края эмалевой красноармейской примерно на 2 мм.
В Военно-воздушных силах РККА для всех составов (включая рядовой) фуражка была заменена пилоткой: тёмно-синей для ком- и начсостава (от среднего до высшего включительно), и цвета хаки для младшего командного (младшего начальствующего) и рядового составов, с голубой окантовкой и пришивной тканевой звездой того же цвета — с наложенной поверх красноармейской звёздочкой.
Для младшего командного (младшего начальствующего) и рядового составов Сухопутных сил РККА была введена такая же фуражка, как и для ком- и начсостава, но не суконная, а хлопчатобумажная. Кроме того, для данных составов всех родов войск РККА, включая ВВС, также полагалась пилотка цвета хаки без окантовки и пришивной тканевой звезды, с красной эмалевой красноармейской звёздочкой — для комбинированной но́ски со стальным шлемом (каской). В зимнее время для но́ски со стальным шлемом всем военнослужащим РККА полагался шерстяной подшлемник серого цвета, по покрою напоминавший «балаклаву».
Для командного и начальствующего составов, начиная со среднего и выше, была введена двубортная шинель с двумя рядами пуговиц по 4 на каждый борт: стального цвета — для Автобронетанковых войск, тёмно-синего — для ВВС, и тёмно-серого — для всех остальных. На шинелях высшего ком- и начсостава по краю воротника и обшлагам прокладывался кант цвета рода войск, а на шинелях Маршалов Советского Союза, командармов (армейских комиссаров) 1-го и 2-го рангов, арминженеров (арминтендантов, армврачей, армветврачей и армвоенюристов) — кант проходил и по бортам.
На снабжение Сухопутных сил РККА (кроме Автобронетанковых войск и ВВС) поступил однобортный закрытый френч (с закрытыми лацканами и стояче-отложным воротником) цвета хаки. По краю воротника и обшлагам был проложен кант цвета рода войск. На воротнике френча нашивались петлицы. Были установлены брюки навыпуск одного цвета с френчем и бриджи — синего цвета для Кавалерии и Конной артиллерии (конно-артиллерийские подразделения и части входили в состав кавалерийских частей и соединений), и тёмно-синего для всех остальных родов войск. Как на брюках, так и на бриджах имелся цветной кант по роду службы.
На снабжение ком- и начсостава Автобронетанковых войск и ВВС поступил однобортный открытый френч (с открытыми лацканами и отложным воротником), соответственно стального и тёмно-синего цвета — с красной или голубой окантовкой по краю воротника и обшлагам. Френч носился с белой рубашкой, чёрным галстуком и брюками навыпуск (под ботинки) одного цвета с френчем, или бриджами (под сапоги) установленных цветов для соответствующего рода войск, с цветными кантами по роду службы.
Для повседневной но́ски в строю для командного и начальствующего составов всех родов войск и служб (кроме АБТ войск и ВВС) была утверждена гимнастёрка цвета хаки (для ВВС цвета хаки только лётная гимнастёрка), с кантом цвета по роду войск, проходившим по манжетам и краю воротника, а также со знаками различия в виде петлиц. Для Автобронетанковых войск и ВВС — повседневная гимнастёрка соответствующего цвета по роду войск. Гимнастёрка ком- и начсостава имела стояче-отложной воротник, застёгивающийся на 2 крючка, а также передний разрез, прикрываемый нагрудной планкой с потайной застёжкой на 3 пуговицы. На груди имелись 2 накладных кармана с трёхмысковыми клапанами, застёгивающиеся на одну форменную пуговицу. Гимнастёрка носилась с пилоткой.
За исключением головного убора, обмундирование младшего командного и рядового состава осталось прежним.
Для командного и начальствующего составов было введено новое снаряжение: поясной ремень с пятиконечной звездой, длинный и короткий плечевые ремни, изготовленные из коричневой кожи.
Были установлены и новые знаки различия, как в Сухопутных силах, так и в Морском флоте, определяемые по петлицам и для командного и политического состава — по нарукавным знакам.

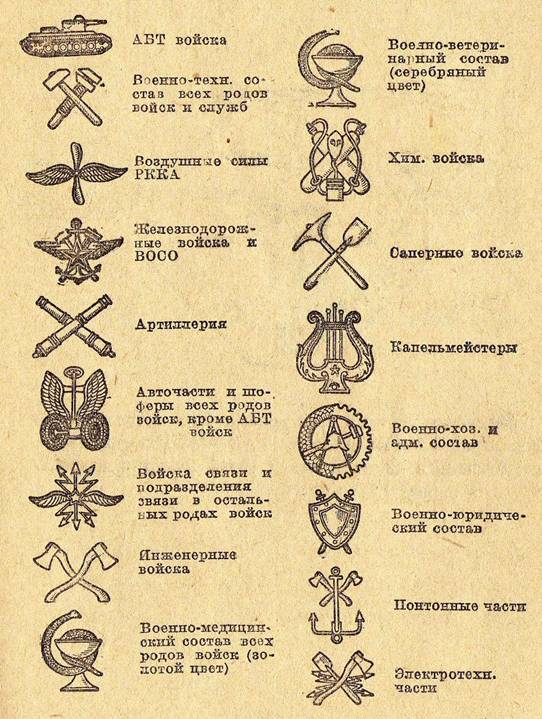
Приложение 1 Устава внутренней службы РККА 1937 года (УВС-37) «Рисунки петличных знаков-эмблем».

Также в 1936 году были утверждены петличные эмблемы родов войск в количестве 17 разновидностей.
Приказом НКО СССР № 67 в 1936 году была установлена особая выходная (парадная) форма одежды для военнослужащих казачьих кавалерийских формирований РККА: терских, кубанских и донских казачьих частей. Для первых двух разновидностей форма состояла из кубанки, бешмета, черкески с башлыком, бурки, тёмно-синих шаровар и кавказских сапог (голенище с отложным козырьком). Форма отличалась по цвету:
- терские казаки:
  - верх кубанки, бешмет, башлык и кант по наружному шву шаровар — светло-синий цвет,
  - черкеска — серо-стальной цвет;
- кубанские казаки:
  - верх кубанки, бешмет, башлык и кант по наружному шву шаровар — красный цвет,
  - черкеска — тёмно-синий цвет.

Донские казаки носили папаху с красным верхом, тёмно-синий казакин с башлыком серо-стального цвета, тёмно-синие шаровары с красными лампасами шириной 4 см, и сапоги.
Ещё одна особая форма одежды была установлена для личного состава Отдельной кавалерийской бригады горских национальностей. Повседневная форма, за исключением повседневной кавказской рубахи цвета хаки, в общем не отличалась от обычной кавалерийской, а парадная форма включала в себя меховую шапку с красным верхом, парадную кавказскую рубаху красного цвета, общеармейские шаровары с красным кантом, чёрную черкеску с красным башлыком, бурку, кавказские сапоги (цвет отложного козырька: для ком- и начсостава — красный, для рядового состава — тёмно-коричневый), а также снаряжение — кинжал и кавказскую шашку.
В том же году была введена единая форма для службы военных сообщений (ВОСО). Предметы обмундирования были общеармейскими, но имели свои приборные цвета, эмблемы, и нарукавные повязки.
Особая форма одежды была введена в 1936 году для командного и преподавательского состава и слушателей Академии Генерального штаба РККА. Для них предусматривалась фуражка цвета хаки с малиновым околышем и белыми кантами, двубортная тёмно-серая шинель, шерстяные однобортный френч и гимнастёрка цвета хаки. Все предметы одежды были с отложным воротником из чёрного бархата, на котором располагались прямоугольные малиновые с золотистым кантом петлицы (на шинели — ромбовидные). Брюки навыпуск изготавливались из шерстяных тканей цвета хаки, бриджи — из тёмно-синих шерстяных тканей. И брюки, и бриджи имели малиновые лампасы и белый кант по шву.
| Таблица петлиц и окантовок, установленные Постановлением СНК СССР № 2590 от 2 декабря 1935 года для Сухопутных и Военно-воздушных сил РККА | Таблица петлиц и окантовок, установленные Постановлением СНК СССР № 2590 от 2 декабря 1935 года для Сухопутных и Военно-воздушных сил РККА | Таблица петлиц и окантовок, установленные Постановлением СНК СССР № 2590 от 2 декабря 1935 года для Сухопутных и Военно-воздушных сил РККА | Таблица петлиц и окантовок, установленные Постановлением СНК СССР № 2590 от 2 декабря 1935 года для Сухопутных и Военно-воздушных сил РККА | Таблица петлиц и окантовок, установленные Постановлением СНК СССР № 2590 от 2 декабря 1935 года для Сухопутных и Военно-воздушных сил РККА | Таблица петлиц и окантовок, установленные Постановлением СНК СССР № 2590 от 2 декабря 1935 года для Сухопутных и Военно-воздушных сил РККА | Таблица петлиц и окантовок, установленные Постановлением СНК СССР № 2590 от 2 декабря 1935 года для Сухопутных и Военно-воздушных сил РККА | Таблица петлиц и окантовок, установленные Постановлением СНК СССР № 2590 от 2 декабря 1935 года для Сухопутных и Военно-воздушных сил РККА | Таблица петлиц и окантовок, установленные Постановлением СНК СССР № 2590 от 2 декабря 1935 года для Сухопутных и Военно-воздушных сил РККА | Таблица петлиц и окантовок, установленные Постановлением СНК СССР № 2590 от 2 декабря 1935 года для Сухопутных и Военно-воздушных сил РККА | Таблица петлиц и окантовок, установленные Постановлением СНК СССР № 2590 от 2 декабря 1935 года для Сухопутных и Военно-воздушных сил РККА | Таблица петлиц и окантовок, установленные Постановлением СНК СССР № 2590 от 2 декабря 1935 года для Сухопутных и Военно-воздушных сил РККА | Таблица петлиц и окантовок, установленные Постановлением СНК СССР № 2590 от 2 декабря 1935 года для Сухопутных и Военно-воздушных сил РККА | Таблица петлиц и окантовок, установленные Постановлением СНК СССР № 2590 от 2 декабря 1935 года для Сухопутных и Военно-воздушных сил РККА |
| Род войск (службы) | Фуражка | Фуражка | Фуражка | Петлицы | Петлицы | Петлицы | Петлицы | Шинель | Шинель | Френч и гимнастёрка | Френч и гимнастёрка | Брюки (галифе) | Брюки (галифе) |
| Род войск (службы) | Для командного, начальствующего и рядового состава                                                                                         | Для командного, начальствующего и рядового состава                                                                                         | Для командного, начальствующего и рядового состава                                                                                         | Для командного состава | Для командного состава | Для начальствующего, рядового состава и курсантов                                                                                          | Для начальствующего, рядового состава и курсантов                                                                                          | Для командного и начальствующего состава                                                                                                   | Для командного и начальствующего состава                                                                                                   | Для командного и начальствующего состава                                                                                                   | Для командного и начальствующего состава                                                                                                   | Для командного и начальствующего состава                                                                                                   | Для командного и начальствующего состава                                                                                                   |
| --- | --- | --- | --- | --- | --- | --- | --- | --- | --- | --- | --- | --- | --- |
| Род войск (службы) | Цвет околыша | Цвет тульи и донышка | Цвет кантов по верху околыша и тульи | Цвет петлиц | Цвет кантов | Цвет петлиц | Цвет кантов | Цвет сукна | Цвет кантов по воротнику и обшлагам для высшего ком- и начсостава (от комбрига, ему соответствующего и выше)                               | Цвет ткани | Цвет кантов по воротнику и обшлагам | Цвет ткани | Цвет канта по боковому шву |
| Пехота | малиновый | хаки | малиновый | малиновый | золотой | малиновый | чёрный | серый утемнённый | малиновый | хаки | малиновый | тёмно-синий | малиновый |
| Кавалерия | синий | хаки | чёрный | синий | золотой | синий | чёрный | серый утемнённый | светло-синий | хаки | светло-синий | синий | светло-синий |
| Артиллерия | чёрный | хаки | красный | чёрный | золотой | чёрный | красный | серый утемнённый | красный | хаки | красный | тёмно-синий | красный |
| Автобронетанковые войска | чёрный бархат | стальной | красный | чёрный бархат | золотой | чёрный бархат | красный | стальной | красный | стальной | красный | стальной | красный |
| Технические войска | чёрный | хаки | синий | чёрный | золотой | чёрный | синий | серый утемнённый | синий | хаки | синий | тёмно-синий | синий |
| Химические войска | чёрный | хаки | чёрный | чёрный | золотой | чёрный | чёрный | серый утемнённый | чёрный | хаки | чёрный | тёмно-синий | чёрный |
| Авиация | отсутствует | отсутствует | отсутствует | голубой | золотой | голубой | чёрный | тёмно-синий | голубой | тёмно-синий | голубой | тёмно-синий | голубой |
| Военно-хозяйственный и административный, военно-медицинский и военно-ветеринарный составы                                                  | тёмно-зелёный | хаки | красный | — | — | тёмно-зелёный | красный | серый утемнённый | красный | хаки | красный | тёмно-синий | красный |
| 1. 2. 3. 4. 5. 6. | | | | | | | | | | | | | |

В марте 1938 года были внесены частичные изменения в форму одежды РККА: командному составу было разрешено носить френч с тёмно-синими брюками навыпуск и для частей, дислоцированных на юге, в качестве летнего головного убора была принята хлопчатобумажная панама цвета хаки. В 1940 году были введены особые петлицы для курсантов военных училищ и полковых школ.
После советско-финской войны выявилось неудобство суконного шлема будёновки и вскоре после войны в 1940 году на снабжение была принята шапка-ушанка (для среднего, старшего и высшего ком- и начсостава — из серой мерлушки, для рядового и младшего ком- и начсоставов — из цигейки) с суконным верхом (колпаком).
7 мая 1940 года были введены персональные генеральские звания, и для них были установлены новая форма одежды и знаки различия. Форма генералов делилась на парадную, повседневную и походную. Комплект парадной формы составляли: парадная фуражка (мериносовой диагонали стального цвета с околышем по роду войск и кокардой) или папаха (из овчины с кокардой и верхом по цвету лампасов), шинель (стального цвета, с кантами цвета рода войск, нарукавными знаками и петлицами), мундир (стального цвета, обшитый по воротнику жёлтым шёлковым сутажем и кантом установленного цвета), брюки навыпуск из мериносовой светло-синей ткани (вне строя) или бриджи из стальной ткани для строя (те и другие с кантом и лампасами цвета рода войск), чёрные кожаные сапоги или ботинки, коричневый кожаный ремень с чёрной портупеей с позолоченной фурнитурой, перчатки и шашка на портупее. Комплект повседневной формы составляли повседневная фуражка цвета хаки (зимой папаха), повседневная шинель, китель цвета хаки, светло-синие брюки с лампасами в сапоги, сапоги и строевое снаряжение(для строя) или белый китель, синие брюки с лампасами навыпуск и ботинки (вне строя). Походная форма одежды состояла из повседневной фуражки, повседневного кителя, бриджей цвета хаки, шинели, сапог, перчаток и походного снаряжения. Знаки различия размещались на ромбовидных петлицах и на рукавах одежды. В сентябре 1940 года для маршалов Советского Союза был учреждён знак отличия «Маршальская звезда».
В июле 1940 года были введены новые звания: подполковник и старший батальонный комиссар, соответственно введены новые знаки различия, а в ноябре 1940 года были установлены новые воинские звания и знаки различия для рядового и младшего начальствующего состава.
В январе 1941 года было введено полное походное пехотное снаряжение для красноармейцев. Оно состояло из ремня, плечевой лямки, патронной сумки, запасной тканевой патронной сумки, сумки для гранат, чехла для лопаты, сумки для продуктов, продовольственного мешочка, чехла для фляги, тканевого ранца, чехла для палаточной принадлежности, мешочка для ружейной принадлежности.
1 февраля 1941 года Приказом НКО СССР № 005 были отменены собственные цвета формы для Автобронетанковых войск и Военно-воздушных сил РККА, а также открытые френчи с белыми рубашками и чёрными галстуками для данных родов войск. Теперь цвета их формы соответствовали общевойсковым: шинель — серая утемнённая; френч и гимнастёрка, тулья и донышко фуражки — хаки; бриджи ком- и начсостава — тёмно-синие. Также для ком- и начсостава данных родов войск был введён закрытый френч общевойскового образца. Цвета петлиц, околышей на фуражках и окантовок по роду службы остались прежними.

### Военно-морские силы РККА / ВМФ СССР
Форма военных моряков оставалась практически неизменной после принятия «Правил ношения формы одежды личным составом ВМС РККА», установленных Приказом зам. начальника ВМС РККА № 52 от 16 апреля 1934 года «О форме одежды личного состава ВМС РККА и правила её ношения». Она делилась на повседневную и походную, каждая из которых делилась на летнюю и зимнюю. Повседневная форма одежды, кроме того, имела нумерацию в зависимости от климатических условий (всего 8 номеров). Походная форма одежды дополнялась снаряжением (противогазом, амуницией и присвоенным оружием).

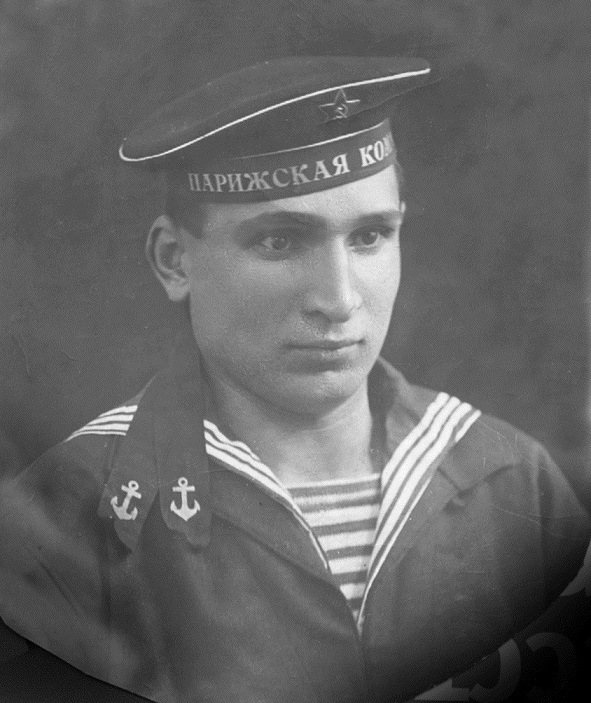
Матрос линкора «Парижская коммуна» Л. И. Белов в форме № 3:
тельняшка, тёмно-синяя фланелевка, одетая поверх белой форменки, матросский воротник выправлен наружу — виден отложной воротник фланелевки, выступающий из под синего матросского воротника форменки, на голове бескозырка рядового состава ВМФ без белого чехла, на бескозырке лента с названием корабля. Предположительно 1940 год.

В состав зимней формы командного состава (от среднего до высшего включительно), а также главстаршин и мичманов сверхсрочной службы, входили: шапка-ушанка, шинель из чёрного шинельного сукна, двубортная тужурка из чёрного мериносового сукна с белой рубашкой и чёрным галстуком (для внеслужебной формы одежды), тёмно-синий суконный китель со стоячим воротником, чёрные брюки навыпуск из мериносового сукна, ботинки и сапоги хромовые (для береговой походной формы одежды, при ношении с сапогами, разрешалось брюки заправлять в сапоги).
В состав летней формы входили: фуражка с околышем, покрытым чёрной репсовой лентой, и сменным чехлом белого цвета, чёрная тужурка с белой рубашкой и галстуком (для внеслужебной формы одежды), тёмно-синий суконный или белый хлопчатобумажный кители со стоячими воротниками, чёрные суконные или белые хлопчатобумажные брюки, ботинки. В состав командирского обмундирования также входил прорезиненный плащ-пальто, а в полярных районах кожаное комбинированное пальто с мехом, которые разрешалось носить только вне строя.
В состав зимней формы краснофлотцев и старшин срочной службы входили: шапка-ушанка, шинель из чёрного шинельного сукна, тёмно-синяя рубаха фланелевая (фланелевка), шерстяная или суконная, и белая рубаха форменная (форменка) из фламского полотна с пришивным матросским воротником (так называемым «гюйсом»). Тёмно-синяя фланелевка носилась поверх белой форменки, матросский воротник которой выпускался наружу. Также в комплект формы входили: тельняшка, суконный галстук-манишка для ношения с шинелью или бушлатом, чёрные суконные брюки навыпуск, чёрный кожаный поясной ремень с латунной никелированной бляхой (со штампованными якорем и звездой), ботинки хромовые (аналогичные ком- и начсоставовским), и сапоги (для береговой походной формы одежды, при ношении с сапогами, разрешалось брюки заправлять в сапоги). Демисезонной верхней одеждой был чёрный бушлат из мериносового сукна с подкладом.
Летняя одежда состояла из рубахи фланелевой тёмно-синей (для ношения в холодное время поверх рубахи форменной белой, с матросским воротником выправленным наружу), рубахи форменной белой с пришивным матросским воротником, тельняшки, чёрных суконных либо белых брюк из фламского полотна, поясного ремня, бескозырки — для рядового состава (краснофлотцы и старшие краснофлотцы), либо фуражки — для младшего ком- и начсостава (для старшин 2-й и 1-й статей — со звездой, для главстаршин — со знаком-эмблемой [кокардой] в виде якоря с переплетающим его канатом и звёздочкой).
Рабочая одежда рядового и младшего ком- и начсостава ВМФ СССР состояла из серой парусиновой рубахи с застёгивающимися на пуговицы нагрудной планкой и стоячим воротником, и серых парусиновых брюк. К парусиновой рабочей рубахе полагался пристежной форменный матросский воротник (при ношении рабочей рубахи в холодное время поверх белой форменки, пристежной матросский воротник не пристёгивался, а пришивной форменный воротник форменки выпускался наружу). Для машинных команд кораблей (электромеханических боевых частей) в качестве рабочей одежды устанавливалась куртка из синей бязи со стоячим воротником, по покрою напоминавшая китель, и синие бязевые брюки.
Шапки-ушанки для всего личного состава ВМС РККА первоначально были едиными — из чёрной мерлушки и верхом из чёрного приборного сукна, различаясь лишь знак-эмблемами: для рядового и младшего ком- и начсоставов — красная эмалевая звезда (после 1940 года для главстаршин и старших сержантов ВМФ — своя знак-эмблема); для среднего, старшего и высшего ком- и начсостава — командирская кокарда—«краб». Приказом НК ВМФ № 426 от 20 октября 1939 года для командного и начальствующего составов ВМФ СССР (от среднего до высшего включительно) чёрный суконный колпак шапок-ушанок был заменён на кожаный с пришивной пуговицей на макушке в качестве декоративного элемента. Пуговица также обтягивалась кожей. Для рядового и младшего ком- и начсоставов ВМФ шапки-ушанки данным Приказом устанавливались как и ранее с суконным колпаком без декоративной пуговицы, но мерлушковый мех был заменён на цигейковый.
Сочетание различных комплектов одежды обозначалось номером, так например для командного состава сочетание фуражки с белым чехлом, белого кителя, чёрных брюк и ботинок являлось летней повседневной формой № 2 при температуре от +20 °C до +25 °C, а сочетание чёрной фуражки, тёмно-синего кителя, чёрных брюк и ботинок — летней повседневной формой № 3 при температуре от +15 °C до +20 °C. Для рядового и младшего ком- и начсостава, например, летняя повседневная форма могла быть как под № 3 при температуре от +15 °C до +20 °C (чёрная бескозырка или фуражка, тёмно-синяя фланелевка надетая поверх рубахи форменной белой с пришивным матросским воротником выправленным наружу, тельняшка, чёрные брюки, ботинки и поясной ремень), так и под № 1 при температуре от +25 °C и выше (бескозырка или фуражка с белым чехлом, белая форменная рубаха, тельняшка, белые брюки, ботинки и поясной ремень).
7 мая 1940 года в ВМФ СССР соответственно были введены персональные адмиральские и генеральские звания.
Фуражка и парадный мундир с поясом-шарфом образца 1941 года
После введения 7 мая 1940 года в ВМФ СССР адмиральских и генеральских воинских званий (для высшего строевого командного состава и инженеров корабельной службы, а также для высшего командного состава морской авиации, береговой и интендантской служб, соответственно), 24 января 1941 года Приказом Народного комиссара ВМФ СССР № 45 вводятся «Правила ношения формы одежды адмиралов и генералов Военно-Морского Флота», устанавливающие для них знаки различия и форму одежды. Для высшего командного и начальствующего составов ВМФ был введён чёрный двубортный парадный мундир с воротником-стойкой, имевшим шитьё в виде двойного канта и орнамента, состоящего из горизонтально расположенного якоря и звезды. Цвет нарукавных знаков различия, а также окантовки и шитья по воротнику устанавливался по роду службы:
- для корабельной, инженерно-корабельной, береговой служб и морской авиации — золотой;
- для инженерно-береговой, инженерно-авиационной, интендантской, медицинской, ветеринарной служб и юстиции — серебряный.

Цвета просветов между галунами нарукавных знаков различия — по роду службы, установленные Постановлением СНК СССР от 2 декабря 1935 года № 2591, объявленного Приказом НКО СССР от 3 декабря 1935 года № 176. Вместе с парадным мундиром тем же приказом была введена фуражка высшего командного состава ВМФ СССР, со сменным чехлом белого цвета, с золотистым шитьём в виде канта и встречных дубовых веток на козырьке, и шнуром-филиграном того же цвета, а также 21 января 1941 года Постановлением СНК СССР № 149 был введён тканный пояс-шарф с золочённой овальной пряжкой, имевшей изображение якоря со звездой и венка из дубовых листьев. Цвет мишуры (канители), из которой ткались пояса-шарфы, устанавливался аналогично цвету нарукавных знаков различия, окантовки и шитья по воротнику парадного мундира — по роду службы, то есть золотистого или серебристого цветов.
Приказом Народного комиссара ВМФ СССР от 4 марта 1941 года № 124 для экипажей подводных лодок, в дополнение к установленным головным уборам, было введено ношение пилоток из шерстяной ткани чёрного цвета: для среднего и выше командного и начальствующего составов, а также для главстаршин и мичманов сверхсрочной службы — с белой окантовкой, для рядового, а также младшего ком- и начсостава — без окантовки, с красноармейской звёздочкой в качестве эмблемы. Для главстаршин — пилотка с установленной для них знаком-эмблемой. Для пилоток среднего и выше командного и начальствующего составов, а также мичманов сверхсрочной службы — малая эмблема в виде значка-кокарды с якорем и флотской звездой.

## Война 1941—1945 годов

### Сухопутные силы и ВВС РККА
С началом Великой Отечественной войны поменялось только что введённое пехотное снаряжение для бойцов, оказавшееся неудобным. Сухарный мешок и ранец были заменены вещевым мешком из водоупорной ткани. Шинельную скатку стали носить через левое плечо, а плащ-палатку, уложенную в чехол — через правое плечо. Летняя форма была обычной и облегчённой (без шинельной скатки и вещмешка). С целью унификации зимней и демисезонной полевой одежды для фронта Приказом НКО СССР № 283 от 25 августа 1941 года в качестве форменного предмета одежды была введена ватная телогрейка (куртка ватная стёганая, с отложным воротником и петличными знаками различия), которую носили как под шинелью, так и без шинели, с ватными шароварами (в отличие от телогрейки старого образца [без воротника и знаков различия], предназначенной к ношению только под шинелью, либо только в качестве рабочей формы одежды).

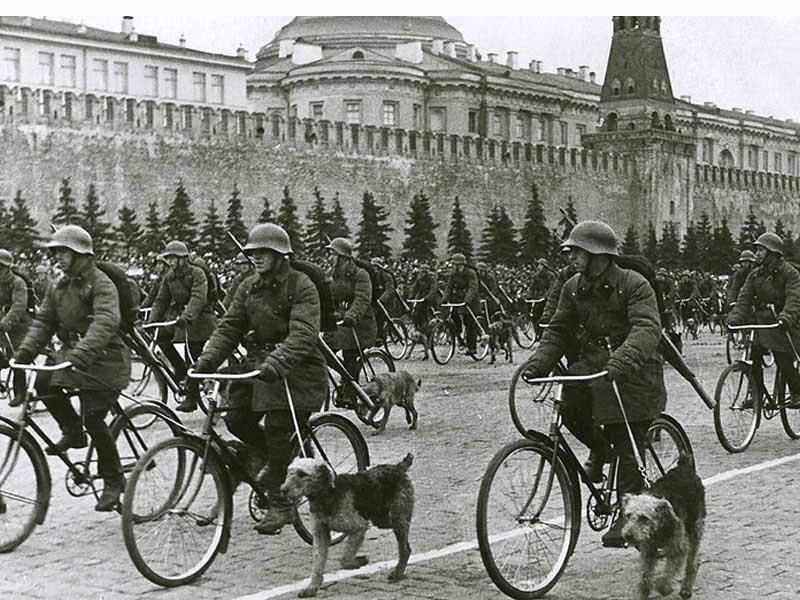
Парадный расчёт самокатчиков — сапёры-собаководы РККА в касках СШ-36 и ватных куртках образца 1935 года. Военный парад в Москве.

Кроме того, ещё в 1935 году для переменного состава территориальных частей РККА была введена в качестве зимней и демисезонной формы одежды вместо шинели — ватная куртка (с «кокеткой»). После окончательного перехода в 1939 году на кадровую систему комплектования РККА, ватная куртка образца 1935 года была принята в качестве зимней и демисезонной полевой одежды для тыловых воинских частей Красной Армии (в дополнение к шинели, установленной для повседневной формы одежды).
В холодных районах вместо шинелей и телогреек носили полушубки, а вместо сапог или ботинок — валенки. В связи с резко возросшей массовостью производства, в ходе войны шапки-ушанки для среднего ком- и начсостава стали изготавливать из цигейки, а для рядового и младшего командного (младшего начальствующего) составов — из искусственного меха, что объяснялось необходимостью удовлетворения потребностей действующей армии.
С началом войны некоторые предметы и детали одежды, демаскирующие военнослужащих (знаки различия, звёзды, пуговицы, лакированные козырьки и шлейки на фуражках) были заменены на такие же, но защитного цвета. Были отменены нарукавные знаки различия, отменены цветные околыши и канты по роду службы, а для генералов и выше для повседневной но́ски были введены защитного цвета гимнастёрки и брюки без лампасов.

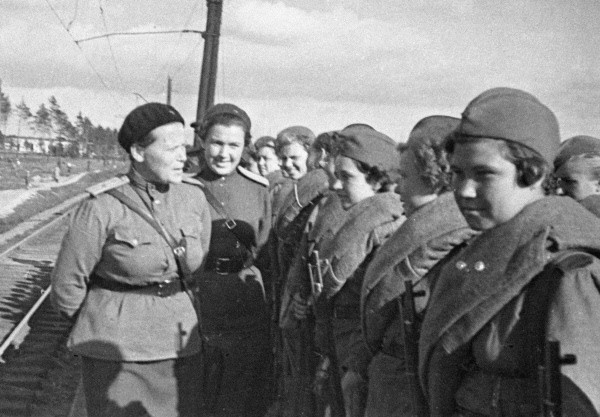
Майор, начальник политотдела Центральной снайперской школы в повседневной форме (берет, гимнастёрка, юбка, портупея).
Женщины в строю в обычной полевой форме с полной выкладкой, одинаковой как для мужчин, так и для женщин (пилотка, гимнастёрка, шаровары, шинель в скатке).

В РККА было призвано много женщин и для них была введена особая форма одежды. Помимо обычных шинелей и гимнастёрок, на снабжение женщин поступали берет в летнее время, пальто и шерстяное платье защитного цвета.
В 1942 году были введены персональные воинские звания инженерно-технического состава ВВС, артиллерии и автобронетанковых войск. Форма одежды была аналогичной командному составу, но на левом рукаве нашивались специальные эмблемы. В апреле 1942 года были введены специальные звания для интендантской службы, форма военнослужащих не отличалась, использовалась эмблема, введённая для генералов интендантской службы. В мае 1942 года были введены гвардейские воинские звания и военнослужащим-гвардейцам выдавался специальный нагрудный знак, общий для всех родов войск. Исключение составляли военнослужащие гвардейских кораблей, для которых был установлен свой, особый гвардейский знак. Кроме того, для рядового состава устанавливалась репсовая оранжево-чёрная гвардейская лента на бескозырку. В июле 1942 года были введены нашивки за ранения: тёмно-красного цвета за лёгкое и золотистого — за тяжёлое ранение.
Наиболее радикальные изменения формы последовали 6 января 1943 года, когда были введены погоны.
Погоны делились на полевые и повседневные. Их отличие для погон командного состава состояло в том, что поле полевых погон было независимо от рода войск всегда защитного цвета, а повседневных — золотистого или серебристого (для интендантов, военных юристов, медиков и ветеринаров). Погоны обрамлялись кантом цвета рода войск; просветы на полевых погонах были цвета бордо (для интендантов, военных юристов, медиков и ветеринаров коричневого), на повседневных погонах — цвета рода войск. На полевых и повседневных погонах генералов и маршалов не имелось эмблем рода войск (за исключением интендантов, военных юристов, медиков и ветеринаров); также не имелось никаких эмблем на погонах всего личного состава пехоты. На погонах офицеров других родов войск имелись эмблемы. Полевые погоны рядовых и младшего командного состава также были защитного цвета с кантом цвета рода войск и с нашивками цвета бордо (для медицинской и ветеринарной службы коричневого). Повседневные погоны рядового и младшего командного состава были цвета рода войск, окантованные чёрным (пехота, авиация, кавалерия, технические войска) или красным (артиллерия, автобронетанковые войска, медицинская и ветеринарная служба) кантом, с нашивками золотистого цвета (для медицинской и ветеринарной службы серебристого). На повседневных погонах крепилась эмблема рода войск (кроме пехоты) и наносились цифровые и буквенные шифровки наименований воинских частей. Для курсантов военных заведений были установлены только повседневные погоны, которые отличались от повседневных погон рядовых и младшего командного состава наличием золотистого (для интендантов, военных техников, медиков и ветеринаров серебристого) галуна по всему краю поля погона.
Также были введены парадные и повседневные погоны для личного состава Военно-морского флота, при сохранении нарукавных знаков различия только для среднего, старшего и высшего ком- и начсоставов Корабельной службы, и без нарукавных знаков различия для Береговой службы. Парадные погоны адмиралов, генералов и офицеров были из золотого (плавсостав) или серебряного (береговые части ВМФ) галуна, с цветными кантами и звёздами — серебристыми на золотом галуне и наоборот. Повседневные погоны изготавливались из чёрного сукна. Также из чёрного сукна были погоны у рядового и младшего командного состава. На рубахах носился погончик — укороченный погон. На погонах военнослужащих инженерно-корабельной, инженерно-технической, медицинской и ветеринарной служб укреплялись эмблемы.
Вместе с погонами были изменены петлицы. Что касается петлиц на шинель, то они были только двух разновидностей по форме одежды — полевые и повседневные, и двух разновидностей по составу — петлицы для маршалов и генералов и петлицы для всего остального состава РККА. Полевые петлицы у тех и у других были защитного цвета. При этом вверху петлицы нашивалась пуговица: у маршалов и генералов с Гербом Советского Союза, у всех остальных со звездой РККА. Маршальские и генеральские петлицы обшивались золотым (в медицинской и ветеринарной службе серебряным) кантом, у всех остальных кантом рода войск. Повседневные петлицы были точно такими же, но у маршалов и генералов поле петлицы было: красным у маршалов и общевойсковых генералов, генералов артиллерии и танковых войск чёрным, авиации голубым, интендантской и технической служб малиновым, медицинской и ветеринарной служб тёмно-зелёным. У всех остальных поле петлицы было цвета рода войск.

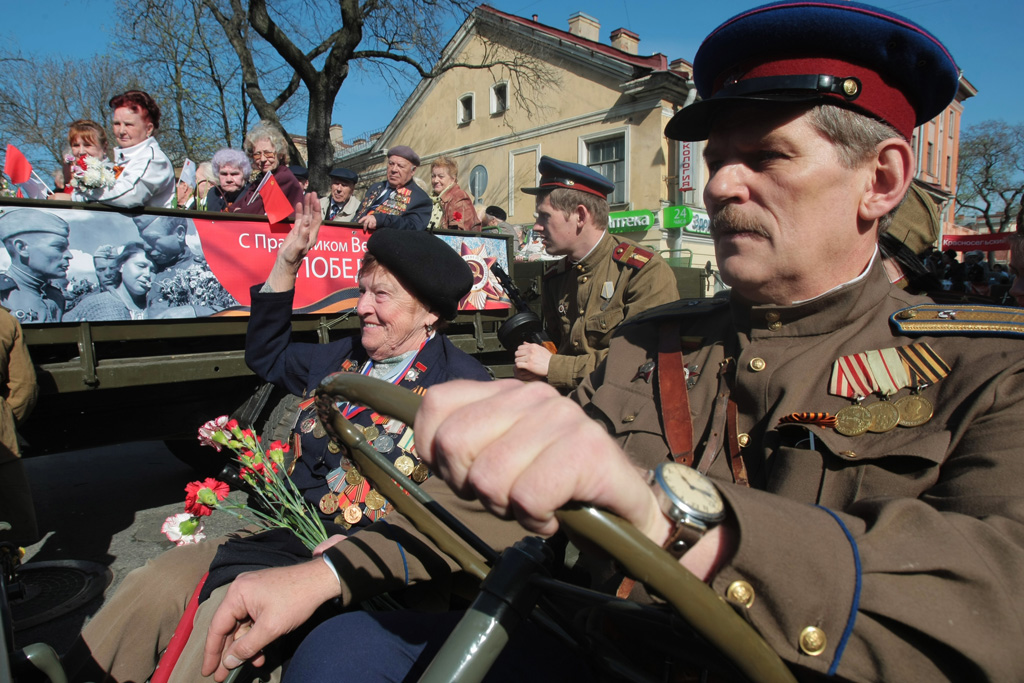
Историческая реконструкция.
Судя по фуражкам с васильковой тульей и краповым околышем, васильковым кантам на гимнастерке, а также васильковым просветам и стрелковым эмблемам на погонах — представители внутренних войск НКВД. На переднем плане у офицера на погонах два просвета и две звезды, что соответствует званию подполковник. Старшина на заднем плане в офицерской гимнастерке (с нагрудными карманами).

Петлицы на мундир были разными для маршалов, генералов, старшего командного и начальствующего состава, среднего командного и начальствующего состава, младшего командного и начальствующего состава и рядовых. У Маршала Советского Союза на воротнике парадного мундира имелся двойной золотой кант и вышитые золотые дубовые листья, которые также вышивались на обшлагах. У генералов имелся двойной золотой (для медицинской и ветеринарной служб серебряный) кант и вышитые золотые (серебряные) лавровые листья. На обшлагах у генералов вышивались три золотые (серебряные) петлицы—«столбики». При повседневной форме шитьё и петлицы отсутствовали, но имелся кант цвета рода войск на воротнике и обшлагах.
Старший командный состав при парадной форме одежды носил петлицы на воротнике в виде двух золотых полосок, перевитых серебряной нитью и расположенных на параллелограмме цвета рода войск. Воротник был обшит кантом цвета рода войск. Петлицы военнослужащих инженерно-технической, военно-юридической, медицинской и ветеринарной служб были серебряные, перевитые золотой нитью. На обшлагах мундира вышивались две золотые (серебряные) петлицы-столбики. При повседневной форме шитьё и петлицы отсутствовали, но имелся кант цвета рода войск на воротнике и обшлагах, при полевой форме петлицы и кант отсутствовали.
Петлицы и знаки на обшлагах среднего командного и начальствующего состава исходили из того же принципа, однако полоска на петлицах была одна, и знак на обшлаге также был один.
Петлицы младшего командного и начальствующего состава и рядовых были такой же формы и цвета, как и у офицеров. На петлицах младшего командного состава нашивалась одна продольная золотистая полоска (начальствующего — серебряная); у рядовых петлицы были чистыми. Петлицы носились только при парадной форме одежды.
Приказом № 25 в 1943 году были введены разновидности формы для разных категорий военнослужащих: парадная и повседневная для строя и вне строя, полевая, которые в свою очередь делились на зимнюю и летнюю.
Полевая форма была предназначена для носки во время боевых действий, учений, маневров и полевых занятий. Повседневная форма для строя надевалась при несении караульной и конвойной службы и на строевых занятиях. Повседневная форма вне строя надевалась во время классных занятий, собраний, в свободное от занятий время, в отпуске и увольнениях. Парадная форма для строя предназначалась для парадов и смотров, почётных караулов, официальных приёмах. Парадная форма вне строя предназначалась для торжественных вечеров, официальных обедов, съездов и выполнения депутатских обязанностей.
| Летняя форма одежды Сухопутных сил РККА (кроме ВВС)       | Летняя форма одежды Сухопутных сил РККА (кроме ВВС) | Летняя форма одежды Сухопутных сил РККА (кроме ВВС) | Летняя форма одежды Сухопутных сил РККА (кроме ВВС) | Летняя форма одежды Сухопутных сил РККА (кроме ВВС) | Летняя форма одежды Сухопутных сил РККА (кроме ВВС) |
| Высший командный и начальствующий состав                  | Высший командный и начальствующий состав            | Высший командный и начальствующий состав            | Высший командный и начальствующий состав            | Высший командный и начальствующий состав            | Высший командный и начальствующий состав            |
|                                                           | Парадная форма                                      | Парадная форма                                      | Повседневная форма                                  | Повседневная форма                                  | Полевая форма                                       |
| Вне строя                                                 | Для строя                                           | Вне строя                                           | Для строя                                           |                                                     | Полевая форма                                       |
| --------------------------------------------------------- | --------------------------------------------------- | --------------------------------------------------- | --------------------------------------------------- | --------------------------------------------------- | --------------------------------------------------- |
| Одежда                                                    | Мундир                                              | Мундир                                              | Китель                                              | Китель                                              | Китель                                              |
| Брюки                                                     | Брюки                                               | Галифе                                              | Брюки                                               | Галифе                                              | Галифе                                              |
| Головной убор                                             | Парадная фуражка                                    | Парадная фуражка                                    | Фуражка                                             | Фуражка                                             | Фуражка                                             |
| Обувь                                                     | Ботинки                                             | Сапоги                                              | Ботинки                                             | Сапоги                                              | Сапоги                                              |
| Погоны                                                    | Повседневные                                        | Повседневные                                        | Повседневные                                        | Повседневные                                        | Полевые                                             |
| Петлицы (шитьё)                                           | Шитьё                                               | Шитьё                                               | Кант на воротнике (цвет рода войск)                 | Кант на воротнике (цвет рода войск)                 | Кант на воротнике (цвет рода войск)                 |
| Знаки на обшлагах                                         | Шитьё                                               | Шитьё                                               | Кант на обшлаге (цвет рода войск)                   | Кант на обшлаге (цвет рода войск)                   | Кант на обшлаге (цвет рода войск)                   |
| Ремень (портупея)                                         | Ремень                                              | Ремень                                              | не носился                                          | Ремень                                              | Портупея                                            |
| Средний и старший командный и начальствующий состав       |                                                     |                                                     |                                                     |                                                     |                                                     |
| Одежда                                                    | Мундир                                              | Мундир                                              | Китель                                              | Китель                                              | Гимнастёрка                                         |
| Брюки                                                     | Брюки                                               | Галифе                                              | Брюки                                               | Галифе                                              | Галифе                                              |
| Головной убор                                             | Фуражка                                             | Фуражка                                             | Фуражка                                             | Фуражка                                             | Пилотка                                             |
| Обувь                                                     | Ботинки                                             | Сапоги                                              | Ботинки                                             | Сапоги                                              | Сапоги                                              |
| Погоны                                                    | Повседневные                                        | Повседневные                                        | Повседневные                                        | Повседневные                                        | Полевые                                             |
| Петлицы                                                   | Петлицы (цвета рода войск)                          | Петлицы (цвета рода войск)                          | Кант (цвета рода войск)                             | Кант (цвета рода войск)                             | не имелось                                          |
| Знаки на обшлагах                                         | Знаки (цвета рода войск)                            | Знаки (цвета рода войск)                            | Кант (цвета рода войск)                             | Кант (цвета рода войск)                             | не имелось                                          |
| Ремень (портупея)                                         | Портупея                                            | Ремень                                              | не носился                                          | Ремень                                              | Портупея                                            |
| Младший командный и начальствующий состав, рядовой состав |                                                     |                                                     |                                                     |                                                     |                                                     |
| Одежда                                                    | не имелось                                          | Мундир                                              | не имелось                                          | Гимнастёрка                                         | Гимнастёрка                                         |
| Брюки                                                     | не имелось                                          | Галифе                                              | не имелось                                          | Галифе                                              | Галифе                                              |
| Головной убор                                             | не имелось                                          | Фуражка                                             | не имелось                                          | Пилотка                                             | Пилотка                                             |
| Обувь                                                     | не имелось                                          | Сапоги                                              | не имелось                                          | Сапоги                                              | Сапоги                                              |
| Погоны                                                    | не имелось                                          | Повседневные (цвета рода войск)                     | не имелось                                          | Повседневные (цвета рода войск)                     | Полевые                                             |
| Петлицы                                                   | не имелось                                          | Петлицы (цвета рода войск)                          | не имелось                                          | не имелось                                          | не имелось                                          |
| Знаки на обшлагах                                         | не имелось                                          | Кант (цвета рода войск)                             | не имелось                                          | не имелось                                          | не имелось                                          |
| Ремень (портупея)                                         | не имелось                                          | Ремень                                              | не имелось                                          | Ремень                                              | Ремень                                              |

Зимняя форма одежды осталась без изменений, исключая появление погон и петлиц, а также введение для полковников папахи в качестве головного убора. Незначительные изменения с целью убыстрения и удешевления производства в 1942 году претерпела ватная куртка образца 1935 года для тыловых частей Красной Армии — у новой ватной куртки образца 1942 года уже отсутствовала «кокетка». В дальнейшем после введения погон 6 января 1943 года, с неё были удалены и петлицы — вместо них в качестве знаков различия стали крепиться погоны.
В феврале 1943 года были введены новые воинские звания маршалов родов войск (в 1944 году также маршалов инженерных войск и войск связи) и вскоре были введены звания главных маршалов родов войск. Это потребовало изменений в погонах: на погоне Маршала Советского Союза выше звезды появился Герб Советского Союза, на погонах маршалов родов войск появились эмблемы, а на погонах главных маршалов кроме того и лавровый венок вокруг звезды. Также в феврале 1943 года несколько изменился парадный мундир для маршалов и главных маршалов некоторых родов войск: на них появились обшлага и воротник голубого сукна для маршалов авиации и чёрного сукна для маршалов артиллерии и бронетанковых войск. Для всех маршалов был установлен знак отличия «Маршальская звезда», такой же формы как у Маршала Советского Союза, но без бриллиантов. Цвет муаровой ленты на которой носился знак был определён как золотистый для маршала артиллерии, голубой — авиации, бронетанковых войск — цвет бордо, инженерных войск — малиновый, и связи — синий.
В марте 1943 года были введены новые эмблемы для Химических войск и Топографической службы. В апреле 1943 года для высшего, старшего и среднего состава в комплект униформы вошли плащ-накидка и летнее пальто. В мае 1943 года особая форма была принята для военных комендантов железнодорожных участков и станций, пристаней. Она включала в себя фуражку с чёрным околышем и красным верхом, китель и галифе цвета хаки. Все канты на одежде и фуражке были светло-зелёными, воротник бархатный чёрный. На фуражке и кителе имелся знак ВОСО. В сентябре 1943 года была введена форма для воспитанников суворовских военных и нахимовских военно-морских училищ.

### ВМФ СССР
В соответствии с Указом Президиума Верховного Совета СССР от 15 февраля 1943 года «О введении новых знаков различия для личного состава ВМФ СССР», объявленного Приказом НК ВМФ СССР от 15 февраля 1943 года № 51, для всех военнослужащих ВМФ СССР вводятся новые знаки различия — погоны. Упраздняются нарукавные знаки различия на униформе военнослужащих всех служб ВМФ, кроме корабельной и инженерно-корабельной.
В связи с этим, тем же Приказом НК ВМФ 1943 года № 51, вносятся изменения в двубортный парадный мундир существующего образца для высшего командного и начальствующего составов ВМФ СССР. На плечах мундира размещаются погоны установленных для различных служб флота размеров и расцветок. По верхней строчке обшлагов и краю воротника вводится окантовка (на воротнике — в дополнение к двойному канту и горизонтально расположенному якорю со звездой). Нарукавные знаки различия остаются только на мундирах корабельного и инженерно-корабельного состава. Для других служб флота на обшлагах парадного мундира вводится шитьё (в дополнение к установленному канту по верхней строчке обшлага), состоящее из тройного канта и трёх катушек-столбиков. Цвет окантовки и шитья — по роду службы:
- окантовка по верхней строчке обшлагов и краю воротника:
  - корабельная, инженерно-корабельная и инженерно-береговая службы — в цвет обмундирования,
  - береговая, медицинская, ветеринарная службы и юстиция — красный,
  - морская авиация и инженерно-авиационная служба — голубой,
  - интендантская служба — малиновый;
- окантовка (двойной кант на воротнике, тройной кант на обшлагах) и шитьё (якорь и звезда на воротнике, катушки-столбики на обшлагах):
  - корабельная, инженерно-корабельная, береговая служба и морская авиация — золотой,
  - инженерно-береговая, инженерно-авиационная, интендантская, медицинская, ветеринарная службы и юстиция — серебряный.

Также для высшего командного и начальствующего составов береговой, интендантской служб и ВВС ВМФ СССР вышеупомянутым Приказом НК ВМФ 1943 года № 51 вводятся брюки с двойными лампасами одного цвета с соответствующей окантовкой по верхней строчке обшлагов и краю воротника (для высшего ком- и начсостава корабельной, инженерно-корабельной, инженерно-береговой, медицинской, ветеринарной служб и юстиции лампасы на брюках не вводились). Постановлением СНК СССР от 18 апреля 1943 года № 413 для среднего и старшего ком- и начсостава, а также для мичманов сверхсрочной службы ВМФ СССР вводится ношение пояса-шарфа, как элемента парадной формы одежды, цветом соответствующим роду службы.

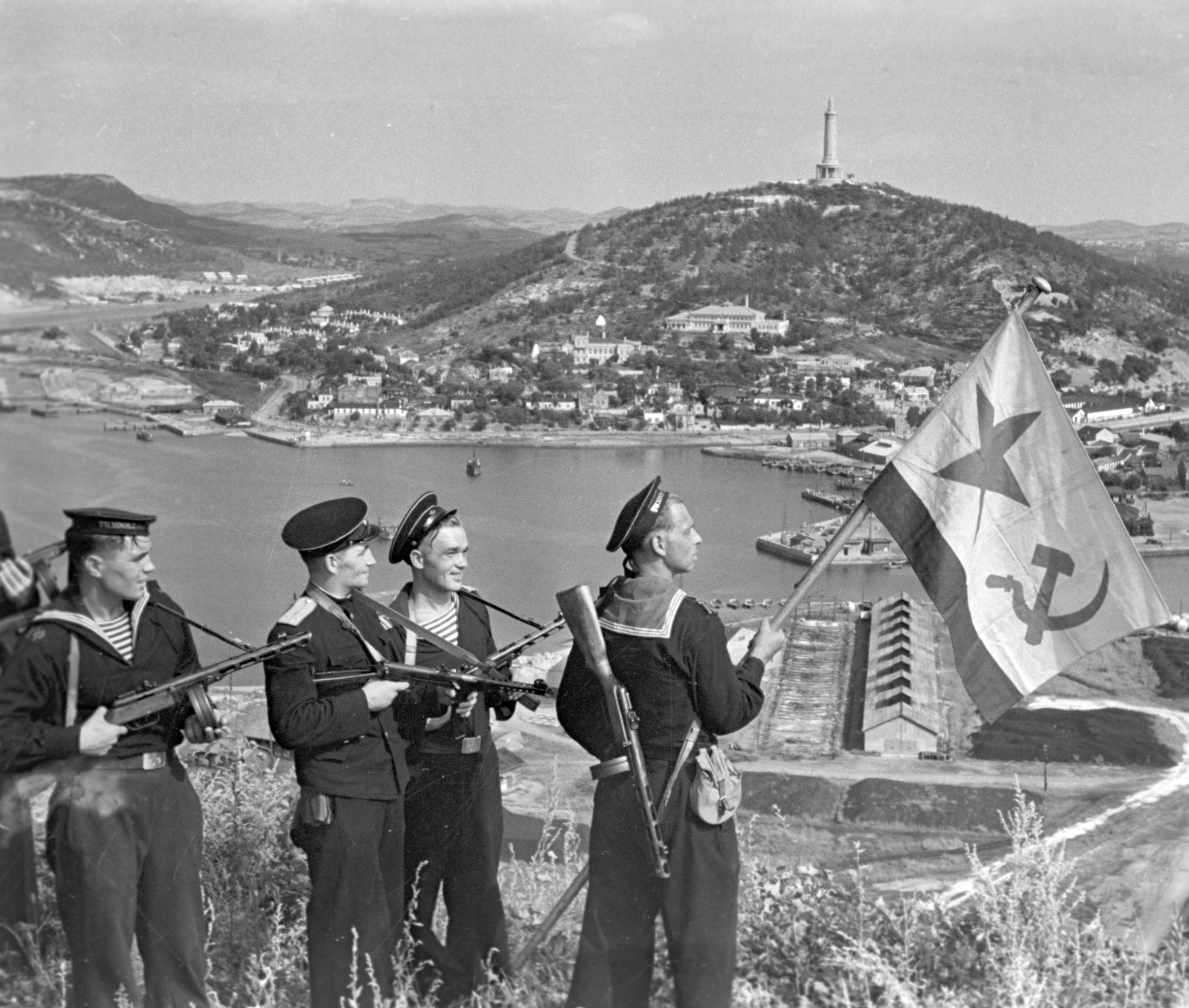
Морские пехотинцы в Порт-Артуре, 1945 год.
Все в повседневной форме. Краснофлотцы в бескозырках, тельняшках, тёмно-синих фланелевках с пристёгнутыми гюйсами (форменный флотский воротник). Офицер в центре — в фуражке и кителе комсостава береговой службы ВМФ (без нарукавных знаков различия). Позади офицера сержант — в фуражке младшего комсостава со звездой, установленной в качестве эмблемы для рядового и младшего ком- и начсостава ВМФ СССР (кроме главстаршин и старших сержантов, для которых Постановлением СНК СССР от 30.11.1940 г. № 2435 была установлена своя знак-эмблема на головной убор).

Несмотря на то, что части Морской пехоты существовали в ВМФ СССР ещё в довоенное время (1-я особая бригада морской пехоты КБФ, 7-я отдельная рота морской пехоты ЧФ и т. д.), особой формы для них установлено не было и морские пехотинцы носили обмундирование Сухопутных сил РККА со знаками различия, соответствующими родам войск и служб принятых для частей Красной Армии. После начала войны, когда вновь формируемые части и соединения морской пехоты стали пополнятся краснофлотцами переведёнными из экипажей кораблей и частей береговой обороны, а также курсантами военно-морских училищ, в частях Морской пехоты можно было увидеть в одном строю военнослужащих как в сухопутной, так и во флотской формах одежды, а зачастую и в смешанной — когда поверх тельняшки и белой форменки была надета армейская гимнастёрка, при этом синий матросский воротник форменки через расстёгнутый ворот гимнастёрки выправлялся наружу, а в качестве головного убора — либо армейская пилотка или каска, либо флотская бескозырка или фуражка, либо другие варианты смешивания формы. Лишь 23 марта 1944 года Приказом НК ВМФ № 138 была установлена форма одежды для морской пехоты ВМФ СССР. Она также подразделялась на повседневную и полевую, а также на летнюю и зимнюю. Полевая форма морских пехотинцев соответствовала форме Сухопутных сил Красной Армии, в то время как повседневная форма одежды соответствовала форме военнослужащих ВМФ СССР.
Полевая форма рядового и сержантского состава состояла из пилотки, тельняшки, хлопчатобумажной гимнастёрки цвета хаки и летних хлопчатобумажных шароваров хаки, сапог, ремня, походного снаряжения. Зимой комплект дополнялся чёрной флотской шапкой-ушанкой, шерстяным подшлемником, зимними суконными шароварами цвета хаки и ватной телогрейкой с ватными шароварами.
Повседневная форма состояла из бескозырки либо фуражки, тельняшки, тёмно-синей фланелевки и белой форменки с пришивным матросским воротником, одеваемой под фланелевку (матросский воротник выпускался наружу), чёрных брюк, ремня, ботинок и сапог. Зимой повседневная форма дополнялась чёрными флотскими шапкой-ушанкой, шинелью и бушлатом с галстуком-манишкой.
Комплект полевой формы морских пехотинцев-офицеров состоял из пилотки, хлопчатобумажной и суконной гимнастёрок цвета хаки, хлопчатобумажных и суконных шароваров хаки, сапог, походного снаряжения для ком- и начсостава (зимой дополнительно чёрная флотская ушанка, шерстяной подшлемник, ватная телогрейка и ватные шаровары).
Повседневная форма состояла из чёрной фуражки с белыми кантами, тёмно-синего кителя с чёрными брюками навыпуск и ботинками. Зимой полагалась чёрная флотская шинель с шапкой-ушанкой. Повседневная форма морских пехотинцев, как и для всех военнослужащих ВМФ СССР являлась и парадной (для офицерского состава и старшин сверхсрочной службы парадный комплект дополнялся поясом-шарфом золотистого цвета).
До конца Великой Отечественной войны других изменений в форме не последовало. Перед Парадом Победы, Постановлением СНК СССР от 24 мая 1945 года № 1152 «О некотором дополнении и изменении парадной формы офицерского, мичманского и старшинского состава Военно-Морского Флота», объявленным Приказом НК ВМФ СССР от 6 июня 1945 года № 245, для военнослужащих офицерского состава ВМФ СССР вводится двубортный парадный мундир нового образца: изменяется вид шитья по воротнику, состоящего теперь из одного наклонно расположенного якоря на каждом крае ворота, убираются нарукавные знаки различия независимо от состава (корабельного или берегового). Воротник и обшлага мундира получают окантовку по верхним краям:
- шитьё в виде орнамента из дубовых листьев между двумя кантами — для высшего офицерского состава;
- двойной кант — для старшего офицерского состава;
- одинарный кант — для младшего офицерского состава.

Кроме того на обшлагах размещаются трёхмысковые клапаны (вертикальные нарукавные петлицы), застёгивающиеся на 3 форменные пуговицы. Петли под пуговицы на трёхмысковых клапанах оформляются в виде шитых якорей (для высшего офицерского состава — на фоне дубовых листьев) — для офицерского состава корабельной и инженерно-корабельной службы, либо в виде катушек-столбиков (для высшего офицерского состава — на фоне дубовых листьев) — для всех остальных служб. Цвет шитья и окантовки воротников и обшлагов — по роду службы:
- для корабельной, инженерно-корабельной, береговой служб и авиации — золотой;
- для инженерно-береговой, инженерно-авиационной, интендантской, медицинской, ветеринарной служб и юстиции — серебряный.

### Знак ранения

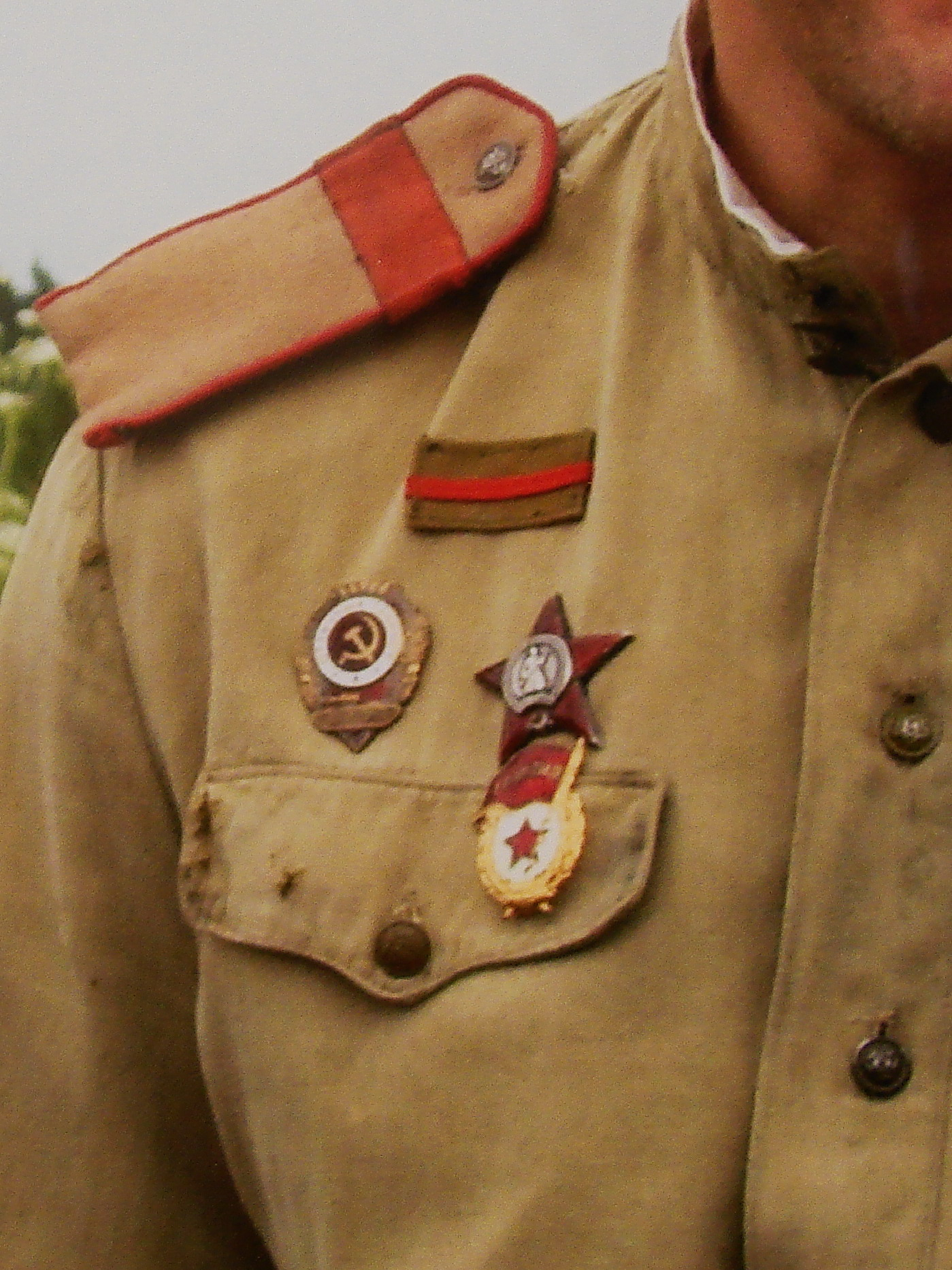
Знак одного лёгкого ранения на гимнастёрке.

В СССР знак за ранение введён постановлением ГКО № 2039, от 14 июля 1942 года.

Раненые бойцы, командиры и политические работники, возвратившись по выздоровлении в действующую армию, служат примером храбрости и бесстрашия для новых пополнений. Объявляя для неуклонного исполнения утверждённое Государственным Комитетом Обороны Положение об отличительных знаках раненых военнослужащих Красной Армии на фронтах Отечественной войны, приказываю ввести это Положение со дня начала Отечественной войны.
— Приказ НКО СССР № 213 от 14 июля 1942 г.
Знак представлял собой прямоугольную нашивку из ткани цвета обмундирования, длиной 43 мм, шириной 5—6 мм, с полосой наготовленной из шелкового галуна тёмно-красного цвета (при лёгком ранении) или золотистого (жёлтого) (при тяжёлом ранении).
При этом длина прямоугольника соответствует длине полосок, а ширина его зависит от количества последних. Просветы (расстояния) между полосками составляют 3 мм, сами полоски нашиваются снизу вверх в порядке получения ранений.
Знак носится на правом рукаве верхних предметов флотской форменной одежды, в расстоянии 10 см от плечевого шва до нижней полоски, причем полоски располагаются поперек рукава. На предметах рабочей и инвентарной специальной одежды, выдаваемой для кратковременного пользования, знак числа ранений не носится.
Знаки нашивались на правой стороне гимнастёрки (кителя) на уровне средней пуговицы, а при наличии кармана — над правым грудным карманом. После войны носился на всех формах одежды на правой стороне груди на 8—10 мм выше орденов и медалей, а при отсутствии последних — на их месте.
Право на ношение знака ранения имели военнослужащие ВС СССР, получившие ранение в боях или при исполнении служебных обязанностей, от противника.
Лицам начальствующего состава Красной Армии отметки о праве ношения наградных знаков ранения заносились в раздел 3 «Награды и особые права, присвоенные владельцу удостоверения» удостоверения личности лиц начальствующего состава Красной Армии, заверялись подписью командира части (учреждения) и печатью части (учреждения).
Лицам рядового состава (красноармеец, ефрейтор, краснофлотец, старший краснофлотец) отметки о праве ношения наградных знаков ранения заносились в раздел III «Участие в походах, награждения и отличия» красноармейской книжки командиром роты, по данным приказов по части; при переводе в другую часть сведения о прохождении службы подписывались начальником штаба части с приложением печати.

### Парад Победы 1945 года

Парад Победы 24 июня 1945 года
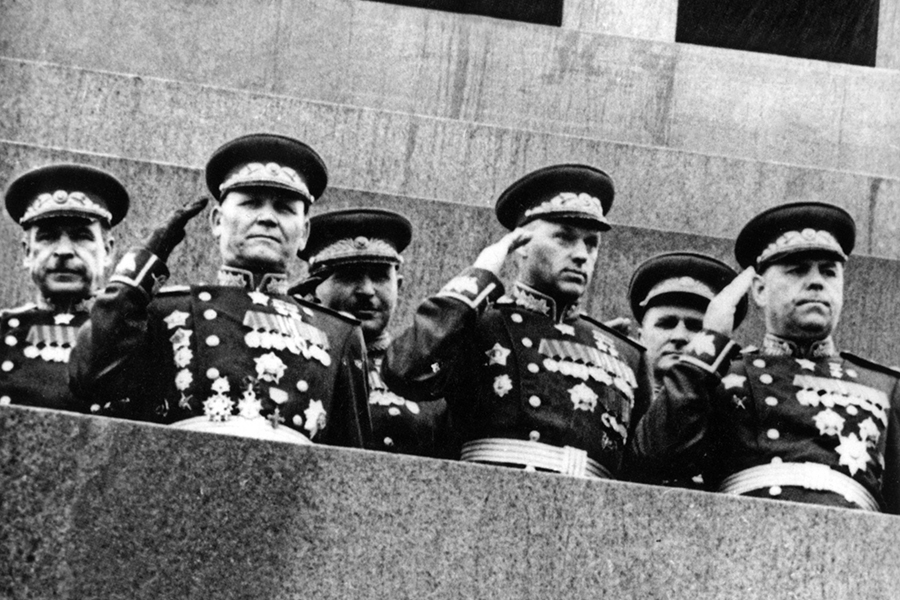
Маршалы Советского Союза И. С. Конев, К. К. Рокоссовский, А. М. Василевский (первый ряд, слева направо) в парадных мундирах на трибуне Мавзолея.
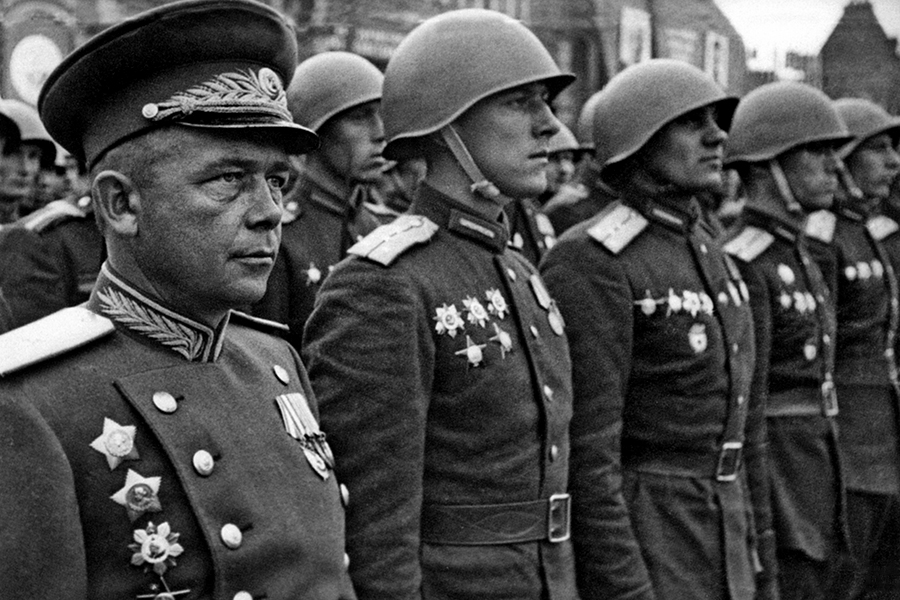
Парадный строй военнослужащих РККА (пехота): высшие и младшие офицеры (первый ряд), сержанты (второй ряд) в парадных мундирах.
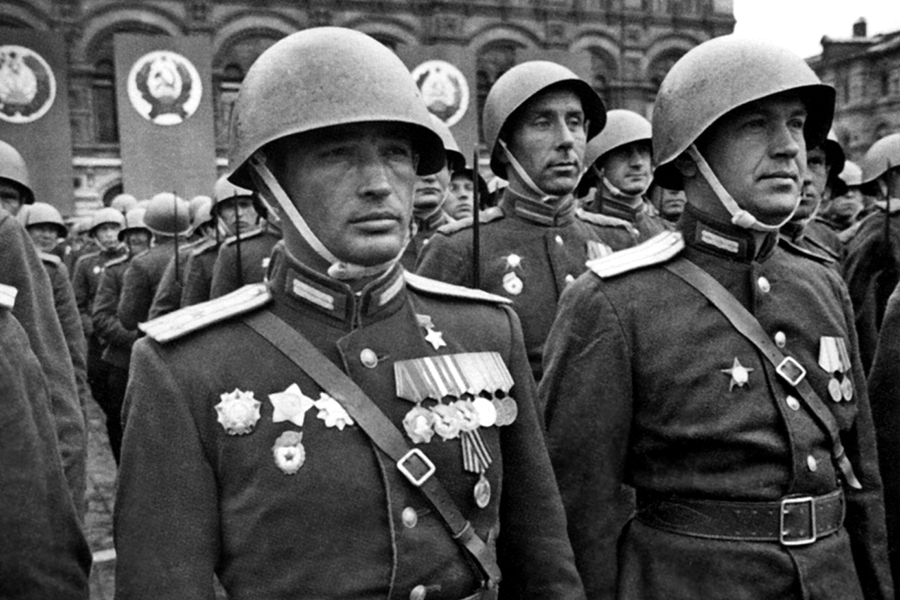
Парадный строй военнослужащих РККА (пехота): старшие офицеры (первый ряд), сержанты (второй ряд) в парадных мундирах.
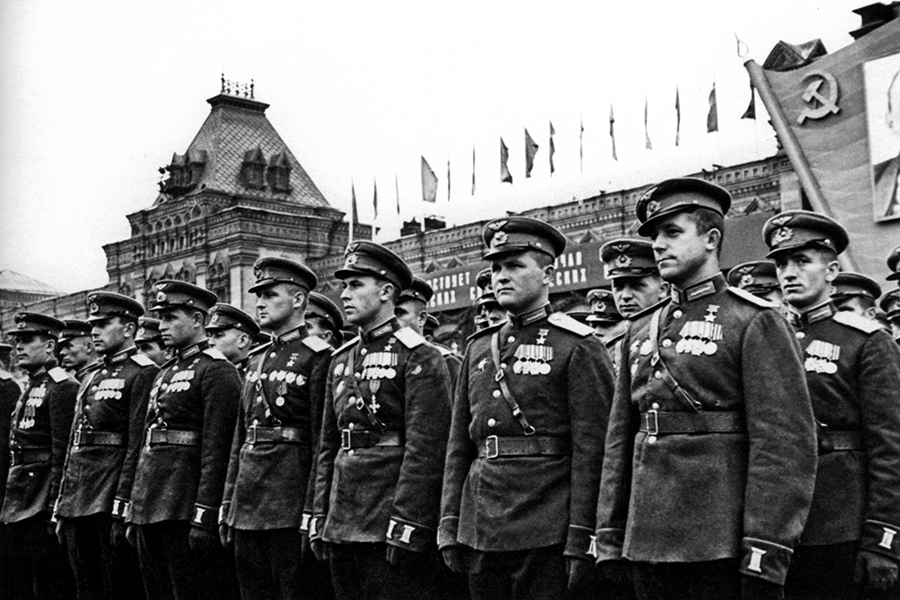
Парадный строй военнослужащих РККА (ВВС): офицерский состав в парадных мундирах.
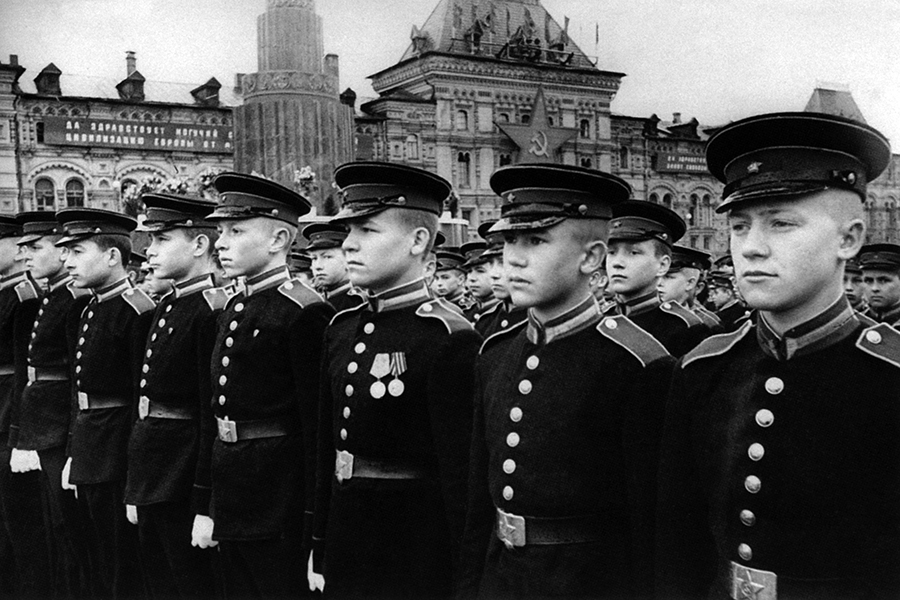
Парадный строй воспитанников суворовских военных училищ в парадных мундирах.
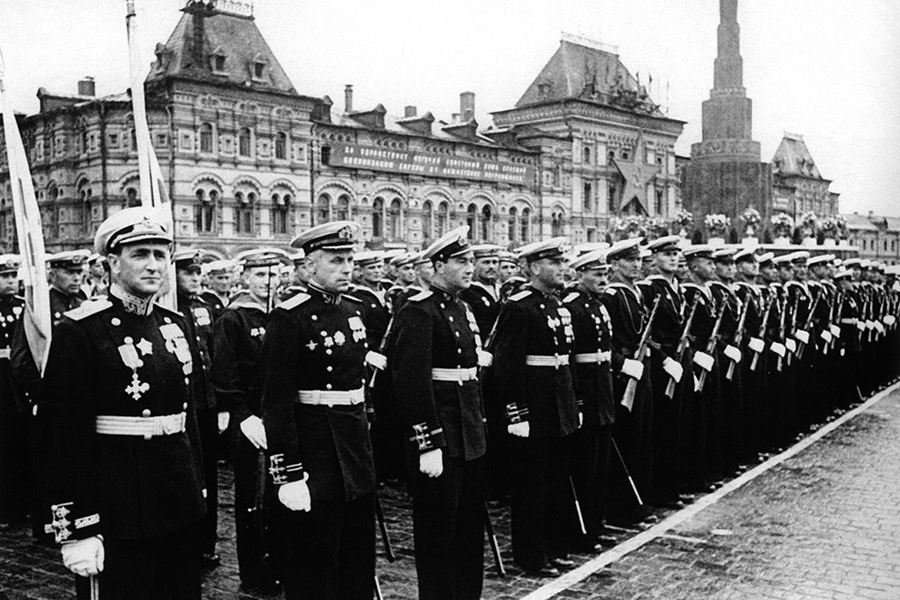
Парадный строй военнослужащих ВМФ СССР: высшие, старшие и младшие офицеры (на переднем плане) в парадных мундирах.
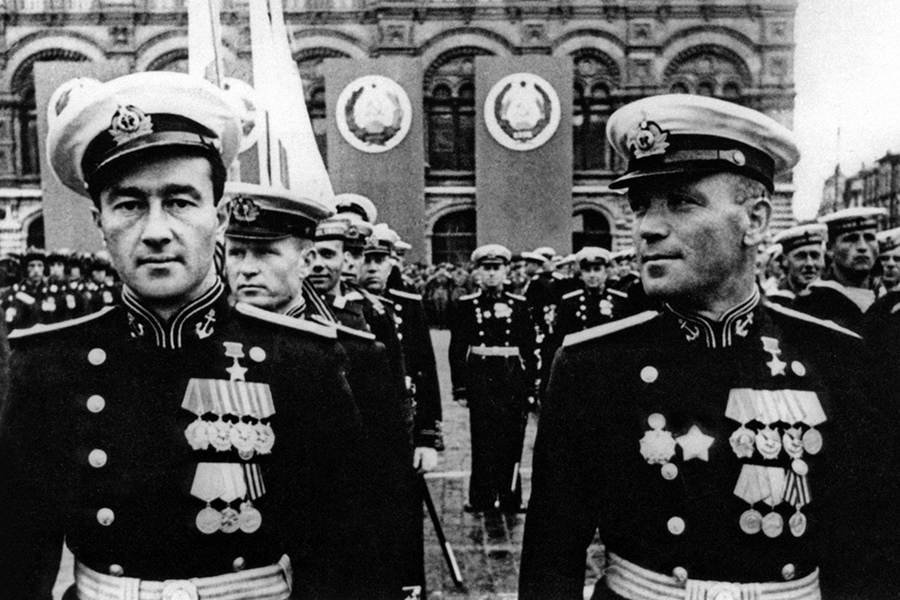
Старшие офицеры ВМФ СССР (на переднем плане) в парадных мундирах.
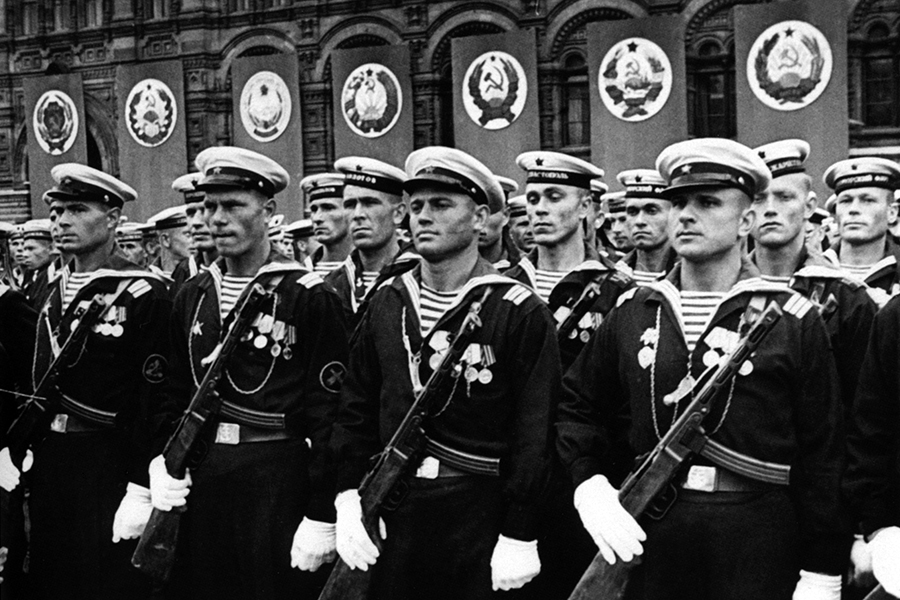
Парадный строй военнослужащих ВМФ СССР: старшины (первый ряд) и рядовой состав.